# Kaj Kindvall
Kaj Åke Kindvall, född 7 december 1949 i Norrköping, är en svensk programledare och radioman.
Kaj Kindvall är bror till fotbollsspelaren Ove Kindvall.
Kaj Kindvall började 1970 med Tio i topp, fortsatte med Poporama och Discorama och startade 1984 långköraren Tracks. Under tidigt 1980-tal visade Kindvall i SVT musikvideor i först Casablanca (Rockflimmer)  och senare i Videobeat.  
Kindvall ledde även frågesportprogrammet PopSmart 2009–2012, där olika artister tävlade mot andra i musikkunskap, programmet Singel och ledde även Sommartoppen 1995–1996 tillsammans med Gry Forssell.
År 2004 fick Kindvall en Grammis. Priset var juryns hederspris för hans insatser inom radio och spridning av popmusik.
Efter 26 år med Tracks lämnade han programmet då det lades ned 5 februari 2011.
Efter nedläggningen av Tracks fortsatte Kindvall med Kajs spellista. Detta program innehöll inga topplistor utan byggde istället på att såväl äldre som nyare låtar spelades under en sammanhållande rubrik. Detta program blev också Kindvalls sista i Sveriges Radio. När det sändes den 27 december 2014 berättade Kindvall vid dess slut om sitt intresse för låttexter och avslutade sedan sin radiokarriär med att spela I Am a Rock med Simon and Garfunkel. Därefter gick han i pension.

## Priser och utmärkelser
- 2004 – Grammisgalans hederspris[4]